# Sauzelles
Sauzelles is een gemeente in het Franse departement Indre (regio Centre-Val de Loire) en telt 256 inwoners (2004). De plaats maakt deel uit van het arrondissement Le Blanc.

## Geografie
De oppervlakte van Sauzelles bedraagt 12,8 km², de bevolkingsdichtheid is 20,0 inwoners per km².
De onderstaande kaart toont de ligging van Sauzelles met de belangrijkste infrastructuur en aangrenzende gemeenten.

## Demografie
Onderstaande figuur toont het verloop van het inwonertal (bron: INSEE-tellingen).